# Moisès Ville
Moisès Ville és un comú al departament San Cristóbal, província de Santa Fe, Argentina. Està a 320 km de Rosario i a 177 km de Santa Fe (la capital de la província). El nom original proposat per a la localitat va ser Kiryat Moshe (en hebreu: קריית משה, en català: el poble de Moisès), però l'agent de terres el va registrar traduint-lo al francès Moïsesville, que més tard es va castellanitzar com Moisés Ville. En jiddisch, s'escriu מאָזעסוויל.

## Història

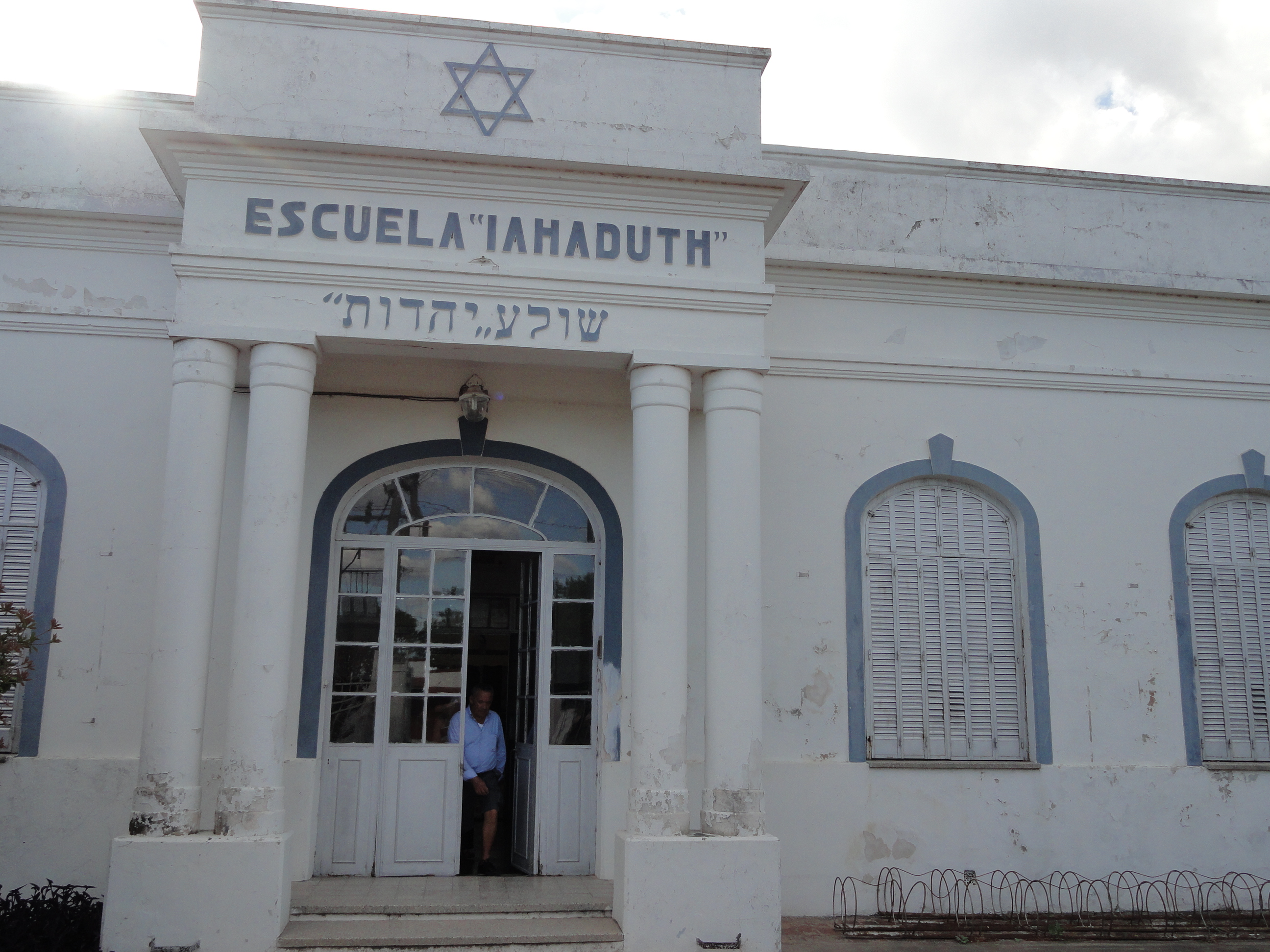
Escola jueva a Moisès Ville.

Va ser fundada en 1889 per un grup de jueus russos que escapaven dels pogroms i de les persecucions. Aquestes 136 famílies (815 persones) van arribar a l'Argentina des de Kàmianets-Podilski el vaixell Wesser, el 12 d'agost de 1889, sota el lideratge del Rabí Aaron Halevi Goldman, guia espiritual i comunitari del nucli immigratori.
Moisès Ville es va convertir en una localitat canònica dels gautxos jueus que van treballar la terra a Argentina a finals del segle xix i principis del s.XX.
L'ascens social va causar un decreixement poblacional perquè els joves es van anar a les grans urbs (com Rosario i Buenos Aires) en recerca d'educació superior i oportunitats.
Moisès Ville, amb les seves colònies germanes de Maurici i Clara, van anar els exemples paradigmàtics del treball de l'Associació Baró Hirsch de Colonització Jueva.
- Hospital Baró Hirsch
- Museu Històric Comunal i de la Colonització Jueva «Rabí Aaron Goldman»
- Moisès Ville Cable Color Canal de televisió per cable fundat en 1988 referent cultural de la localitat.

## Personalitats
- Aaron Goldman
- Mika Feldman
- Baruch Tenembaum
- Rosa Tarlovsky de Roisinblit
- Eduardo Jaime Cortés

## Parròquia de l'Església catòlica de Moisès Ville
| Diòcesi   | Rafaela                       |
| --------- | ----------------------------- |
| parroquia | La nostra Senyora de la Mercè |